# Катаріненгерд
Катаріненгерд (нім. Katharinenheerd) — громада в Німеччині, розташована в землі Шлезвіг-Гольштейн. Входить до складу району Північна Фризія. Складова частина об'єднання громад Айдерштедт.
Площа — 8,4 км2. Населення становить 160 ос. (станом на 31 грудня 2020).

## Галерея

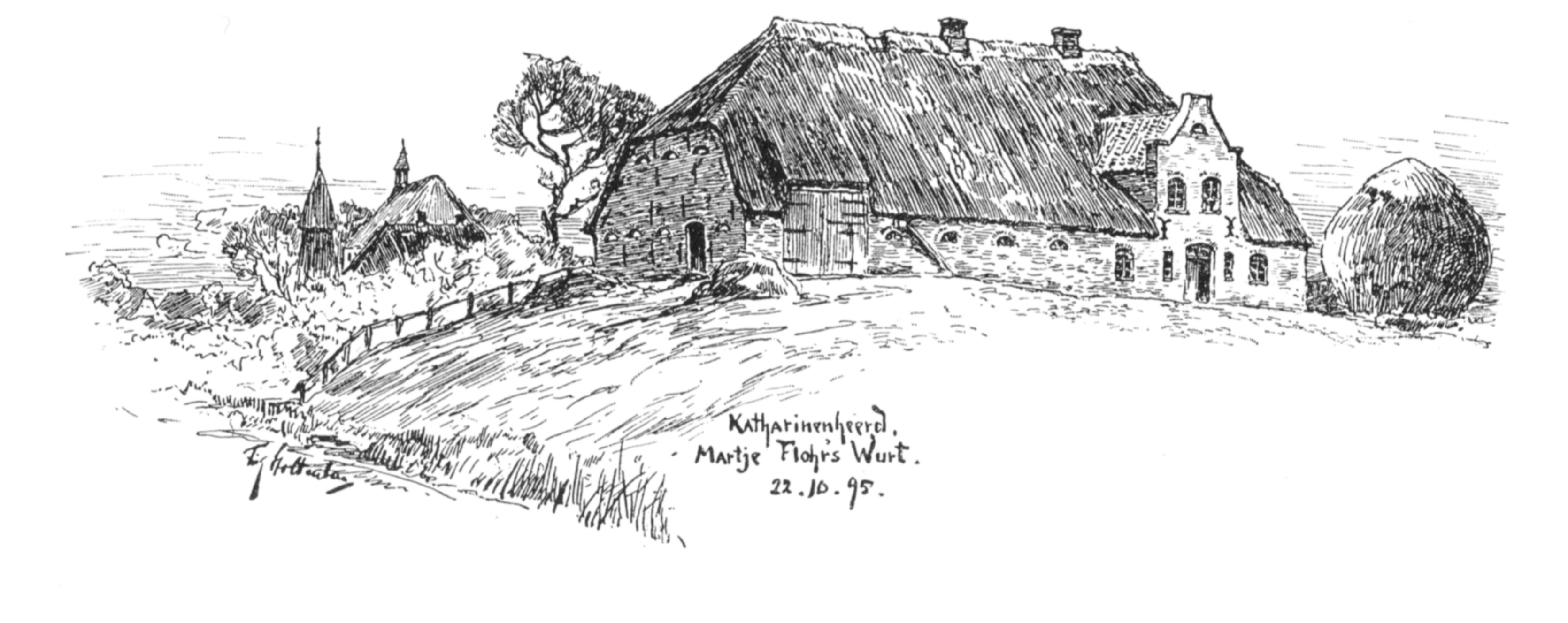